# George Read (amerikansk politiker)

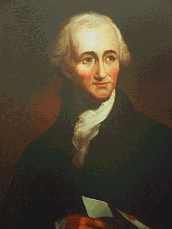
George Read

George Read, född 18 september 1733, död 21 september 1798, var en amerikansk politiker (federalist). Han var staten Delawares president 1777-1778. Han representerade delstaten Delaware i USA:s senat 1789-1793.
Read studerade juridik och inledde 1752 sin karriär som advokat i Delaware. Han var ledamot av kontinentala kongressen 1774-1777 och han undertecknade USA:s självständighetsförklaring. Han tjänstgjorde som Delawares president 1777-1778 före den federala konstitutionen då ämbetet USA:s president inte hade tagits i bruk. Han räknas som den tredje guvernören i Delaware, men det var först den tionde och sista presidenten Joshua Clayton som mitt i sin ämbetsperiod på 1790-talet fick titeln guvernör.
Read och Richard Bassett valdes till de två första senatorerna för Delaware. Read fick en kort mandatperiod som gällde endast den första kongressen. Han omvaldes 1791 till en sexårig mandatperiod men han avgick redan 1793. Han efterträddes som senator av Henry Latimer.